# Heliconius lindingii
Heliconius lindingii är en fjärilsart som beskrevs av Felder 1865. Heliconius lindingii ingår i släktet Heliconius och familjen praktfjärilar. Inga underarter finns listade i Catalogue of Life.